# کاخ موکدن
کاخ موکدن (به چینی: 盛京 宫殿) یکی از کاخ‌های سلطنتی در چین است که توسط دودمان جین پسین در سال ۱۶۲۵ ساخته شده است. این کاخ در واقع به عنوان یکی از همراهان هنر چینگ ومینگ شهر ممنوعه، بعنوان مجموعه از روی آن شهر ساخته شد. این کاخ در سال ۱۹۵۵ به موزه تبدیل شد و در سال ۱۹۸۷ در میراث جهانی یونسکو به ثبت رسید.

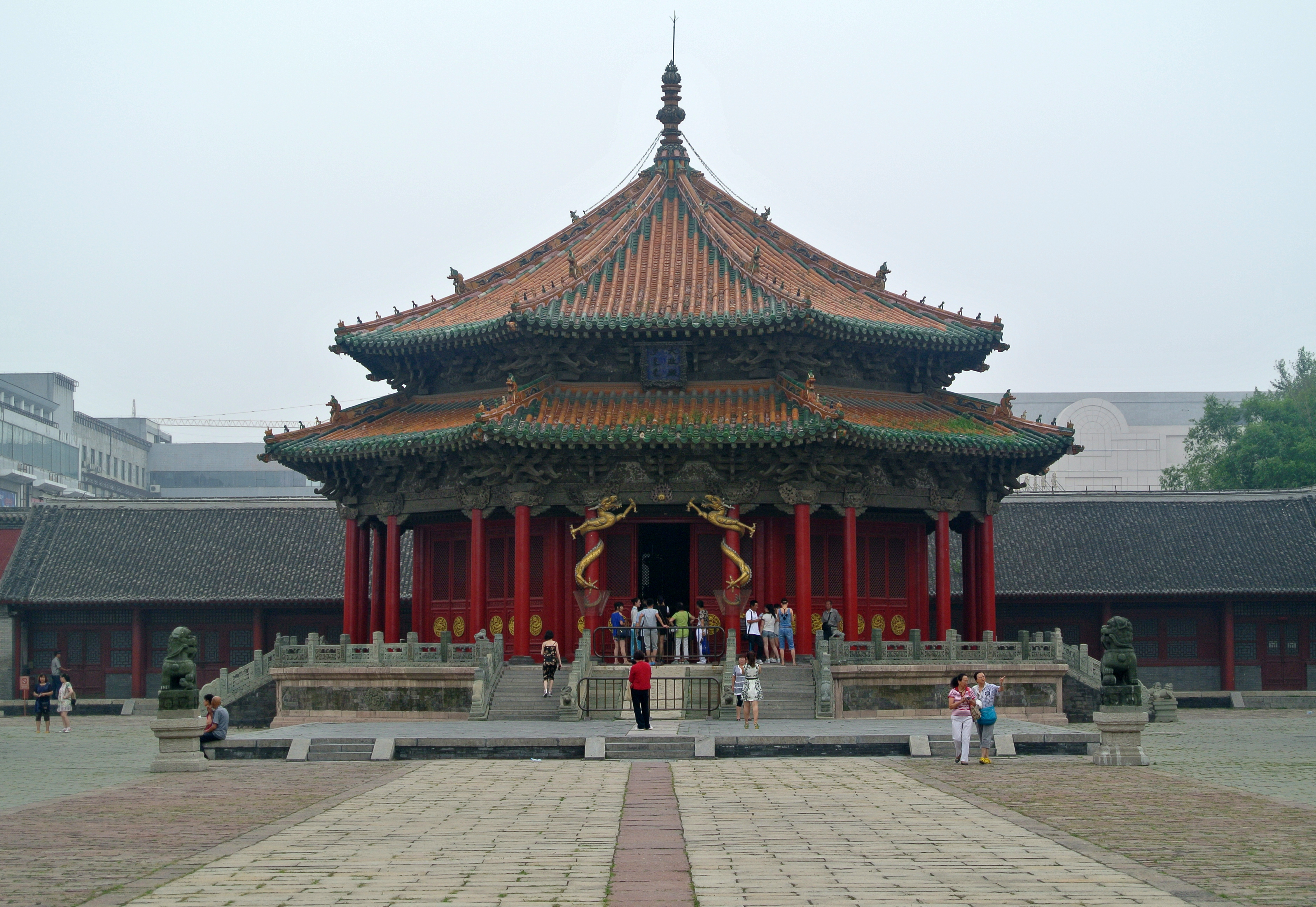
تالار داژنگ قدیمی‌ترین بخش کاخ

## تاریخچه
ساخت و ساز اولیه این کاخ در سال ۱۶۲۵ توسط نورهاچی، بنیانگذار دودمان جین پسین آغاز شد. تا سال ۱۶۳۱، سازه‌های دیگری در زمان سلطنت جانشین نورهاچی، هونگ تایجی، به آن اضافه شد.
کاخ موکدن به گونه‌ای ساخته شده که شبیه به شهر ممنوعه در پکن باشد. با این حال، این کاخ نشانه‌هایی از سبک‌های معماری منچو و تبت را نیز به نمایش می‌گذارد.
پس از آنکه دودمان چینگ در سال ۱۶۴۴ با فتح شهر پکن جایگزین دودمان مینگ شد، کاخ موکدن جایگاه خود را به عنوان اقامتگاه رسمی امپراتور چینگ از دست داد. در عوض، کاخ موکدن به یک کاخ منطقه‌ای تبدیل شد.
در سال ۱۷۸۰، امپراتور چیان‌لونگ مجموعه کاخ را بیشتر گسترش داد. امپراتوران چینگ معمولاً یکی پس از دیگری هر سال مدتی را در کاخ موکدن اقامت می‌کردند.
در سال ۱۹۵۵، کاخ موکدن به موزه کاخ امپراتوری شن‌یانگ تبدیل شد.
در سال ۲۰۰۴، این بنا به عنوان امتداد کاخ‌های امپراتوری دودمان‌های مینگ و چینگ یا بعنوان بخشی از شهر ممنوعه در پکن، در فهرست میراث جهانی یونسکو ثبت شد.